# 11480 Великий Устюг
11480 Великий Устюг (11480 Velikij Ustyug) — астероїд головного поясу, відкритий 7 вересня 1986 року.
Тіссеранів параметр щодо Юпітера — 3,636.
Названо на честь Великого Устюга — міста в Росії.